# NGC 1431
NGC 1431 ist eine Spiralgalaxie vom Hubble-Typ Sab im Sternbild Stier auf der Ekliptik. Sie ist schätzungsweise 411 Millionen Lichtjahre von der Milchstraße entfernt.
Das Objekt wurde am 6. September 1864 von Albert Marth entdeckt.